# Chu kỳ đáp ứng tình dục của con người

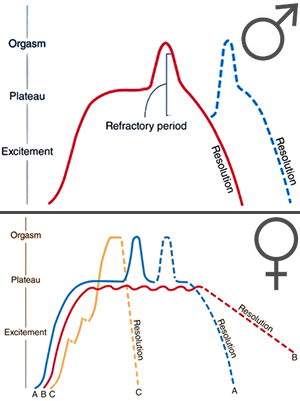
Chu kỳ đáp ứng tình dục điển hình

Chu kỳ đáp ứng tình dục của con người là một mô hình bốn giai đoạn của các phản ứng sinh lý đối với kích thích tình dục,, theo thứ tự xuất hiện của chúng, là các giai đoạn hưng phấn-, cao nguyên-, cực khoái- và phân giải. Mô hình phản ứng sinh lý này lần đầu tiên được William H. Masters và Virginia E. Johnson xây dựng năm 1966 trong cuốn sách Human Sexual Response của họ. Kể từ đó, các mô hình đáp ứng tình dục khác của con người đã được hình thành.

## Giai đoạn hưng phấn
Giai đoạn hưng phấn (còn được gọi là giai đoạn kích thích hoặc giai đoạn hưng phấn ban đầu) là giai đoạn đầu tiên của chu kỳ đáp ứng tình dục của con người, xảy ra do các kích thích khiêu dâm thể chất hoặc tinh thần, như hôn, làm ra hoặc xem hình ảnh khiêu dâm, dẫn đến hưng phấn tình dục. Trong giai đoạn này, cơ thể chuẩn bị cho quan hệ tình dục, ban đầu dẫn đến giai đoạn cao nguyên. Có sự khác biệt lớn về văn hóa xã hội liên quan đến sở thích về độ dài của màn dạo đầu và các phương pháp kích thích được sử dụng. Tương tác vật lý và cảm xúc và kích thích các vùng kích dục trong màn dạo đầu thường thiết lập ít nhất một số kích thích ban đầu.  

### Hưng phấn ở cả hai giới
Ở cả hai giới, giai đoạn hưng phấn dẫn đến tăng nhịp tim, nhịp thở và tăng huyết áp. Một cuộc khảo sát năm 2006 cho thấy hưng phấn tình dục ở khoảng 82% phụ nữ trẻ và 52% nam thanh niên phát sinh hoặc được tăng cường bằng cách kích thích trực tiếp núm vú, chỉ 7% báo cáo rằng nó giảm kích thích. Sự co mạch của da, thường được gọi là đỏ bừng tình dục, sẽ xảy ra ở khoảng 50-75% phụ nữ và 25% nam giới. Việc quan hệ tình dục có xu hướng xảy ra thường xuyên hơn trong điều kiện ấm hơn và có thể không xuất hiện hoàn toàn khi ở nhiệt độ lạnh hơn.
Trong quá trình quan hệ tình dục nữ, các đốm hồng phát triển dưới vú, sau đó lan sang ngực, thân, mặt, tay, lòng bàn chân và có thể trên toàn bộ cơ thể. Vasocongestion cũng chịu trách nhiệm cho sự tối màu của âm vật và các bức tường của âm đạo trong hưng phấn tình dục. Trong quá trình quan hệ tình dục nam, màu da phát triển không nhất quán so với nữ, nhưng thường bắt đầu bằng vùng thượng vị (bụng trên), lan ra khắp ngực, sau đó tiếp tục đến cổ, mặt, trán, lưng và đôi khi, vai và cẳng tay. Việc tuôn ra tình dục thường biến mất ngay sau khi cực khoái xảy ra, nhưng điều này có thể mất đến hai giờ hoặc lâu hơn, đôi khi, việc toát mồ hôi mãnh liệt sẽ xảy ra đồng thời. Quãng thời gian thư giãn thường giảm dần theo thứ tự xuất hiện.
Sự gia tăng trương lực cơ (myotonia) của các nhóm cơ nhất định, xảy ra tự nguyện và không tự nguyện, bắt đầu trong giai đoạn này giữa cả hai giới. Ngoài ra, cơ thắt hậu môn bên ngoài có thể co thắt ngẫu nhiên khi tiếp xúc (hoặc sau đó trong khi đạt cực khoái mà không tiếp xúc).

### Hưng phấn ở nam giới
Ở nam giới, sự bắt đầu của giai đoạn hưng phấn được quan sát thấy khi dương vật trở nên cương cứng một phần hoặc hoàn toàn, thường chỉ sau vài giây kích thích tình dục. Sự cương cứng có thể bị mất một phần và lấy lại nhiều lần trong giai đoạn hưng phấn kéo dài. Cả hai tinh hoàn trở nên kéo lên về phía đáy chậu, đáng chú ý là ở nam giới cắt bao quy đầu, nơi có ít da hơn để phù hợp với sự cương cứng. Ngoài ra, bìu có thể căng và dày lên trong quá trình cương cứng.

### Hưng phấn ở nữ
Ở nữ giới, giai đoạn hưng phấn có thể kéo dài từ vài phút đến vài giờ. Sự khởi đầu của sự co mạch dẫn đến sưng âm vật, môi nhỏ và âm đạo của người phụ nữ. Các cơ bao quanh cửa âm đạo trở nên chặt chẽ hơn và tử cung nâng lên để âm đạo phát triển về kích thước. Các thành âm đạo bắt đầu sản xuất một chất lỏng hữu cơ bôi trơn. Trong khi đó, ngực tăng nhẹ kích thước và núm vú trở nên cứng và cương cứng.

## Giai đoạn cao nguyên
Giai đoạn cao nguyên là giai đoạn hưng phấn tình dục trước khi đạt cực khoái. Giai đoạn này được đặc trưng bởi sự tăng lưu thông và nhịp tim ở cả hai giới, tăng khoái cảm tình dục với sự kích thích tăng lên và tăng thêm sức căng cơ. Ngoài ra, hô hấp tiếp tục ở mức cao. Cả nam giới và phụ nữ cũng có thể bắt đầu phát âm không tự nguyện ở giai đoạn này. Thời gian kéo dài trong giai đoạn cao nguyên mà không tiến triển đến giai đoạn cực khoái có thể dẫn đến sự thất vọng về tình dục.

### Cao nguyên ở nam
Trong giai đoạn này, cơ thắt niệu đạo nam co thắt (để ngăn nước tiểu trộn với tinh dịch, và để bảo vệ chống xuất tinh ngược) và các cơ ở gốc dương vật bắt đầu co thắt nhịp nhàng đều đặn. Nam giới có thể bắt đầu tiết ra chất lỏng tinh dịch hoặc chất lỏng tiền xuất tinh và tinh hoàn kéo sát lên gần hơn với cơ thể.

### Cao nguyên ở nữ
Giai đoạn cao nguyên ở nữ về cơ bản là sự tiếp nối của những thay đổi tương tự hiển nhiên trong giai đoạn hưng phấn. Âm vật trở nên cực kỳ nhạy cảm và rút ra một chút, và tuyến Bartholin tạo ra sự bôi trơn thêm. Các mô của một phần ba bên ngoài của âm đạo sưng lên, và cơ pubococcygeus thắt chặt, làm giảm đường kính của lỗ âm đạo. Masters và Johnson gọi những thay đổi diễn ra trong giai đoạn cao nguyên là nền tảng cực khoái. Đối với những người không bao giờ đạt được cực khoái, đây là đỉnh cao của hưng phấn tình dục.

## Giai đoạn cực khoái
Cực khoái là kết luận của giai đoạn cao nguyên của chu kỳ đáp ứng tình dục và được trải nghiệm bởi cả nam và nữ. Nó đi kèm với các chu kỳ co cơ nhanh chóng ở các cơ xương chậu dưới, bao quanh cả hậu môn và các cơ quan sinh dục nguyên phát. Phụ nữ cũng trải qua các cơn co tử cung và âm đạo. Cực khoái thường được liên kết với các hành động không tự nguyện khác, bao gồm cả giọng hát và co thắt cơ bắp ở các khu vực khác của cơ thể và một cảm giác hưng phấn nói chung. Nhịp tim được tăng hơn nữa.

### Cực khoái ở nam
Ở nam giới, cực khoái thường liên quan đến xuất tinh. Mỗi lần phóng tinh được đi kèm với các xung khoái cảm liên tục, đặc biệt là ở dương vật và thùy. Các cảm giác khác có thể được cảm nhận mạnh mẽ ở cột sống dưới hoặc lưng dưới. Các cơn co giật thứ nhất và thứ hai thường mạnh nhất trong cảm giác và tạo ra lượng tinh dịch lớn nhất. Sau đó, mỗi cơn co thắt có liên quan đến một lượng tinh dịch giảm dần và cảm giác khoái cảm nhẹ nhàng hơn.

### Cực khoái ở nữ
Cực khoái ở nữ có thể khác nhau từ phụ nữ này sang phụ nữ khác. Cảm giác tổng thể tương tự như cực khoái của nam giới. Chúng thường được liên kết với sự gia tăng bôi trơn âm đạo, thắt chặt các thành âm đạo và hạnh phúc nói chung.

## Giai đoạn phân giải
Giai đoạn phân giải xảy ra sau khi đạt cực khoái và cho phép các cơ bắp thư giãn, huyết áp giảm và cơ thể chậm lại từ trạng thái kích thích. Thời kỳ chịu lửa, là một phần của giai đoạn phân giải, là khung thời gian mà thông thường người đàn ông không thể đạt cực khoái một lần nữa, mặc dù phụ nữ cũng có thể trải qua giai đoạn tạm nghỉ.

### Phân giải ở nam giới
Masters và Johnson đã mô tả quá trình hồi phục hai giai đoạn của dương vật: Trong giai đoạn đầu tiên, dương vật giảm từ trạng thái cương cứng xuống lớn hơn khoảng 50% so với trạng thái mềm. Điều này xảy ra trong thời kỳ phục hồi. Trong giai đoạn thứ hai (và sau khi giai đoạn phục hồi kết thúc), dương vật giảm kích thước và trở lại mềm mại. Nhìn chung, đàn ông không thể đạt được cực khoái trong giai đoạn chịu lửa. Masters và Johnson lập luận rằng thời kỳ này phải kết thúc trước khi đàn ông có thể trở nên phấn khích trở lại.

### Phân giải ở nữ
Theo Masters và Johnson, phụ nữ có khả năng đạt cực khoái trở lại rất nhanh, miễn là họ có được sự kích thích hiệu quả. Kết quả là, họ có thể có nhiều cực khoái trong một khoảng thời gian tương đối ngắn. Mặc dù thường báo cáo rằng phụ nữ không trải qua giai đoạn chịu lửa và do đó có thể trải qua cực khoái bổ sung hoặc nhiều lần cực khoái, ngay sau lần đầu tiên, một số nguồn nói rằng đàn ông và phụ nữ trải qua thời kỳ khó chịu vì phụ nữ cũng có thể trải qua một thời gian sau khi đạt cực khoái trong đó kích thích tình dục hơn nữa không tạo ra hưng phấn. Đối với một số phụ nữ, âm vật rất nhạy cảm sau khi cao trào, làm cho kích thích thêm ban đầu đau đớn. Sau khi đạt cực khoái ban đầu, cực khoái tiếp theo đối với phụ nữ cũng có thể mạnh hơn hoặc dễ chịu hơn khi sự kích thích tích lũy.

## Sự tương đồng và khác biệt về giới

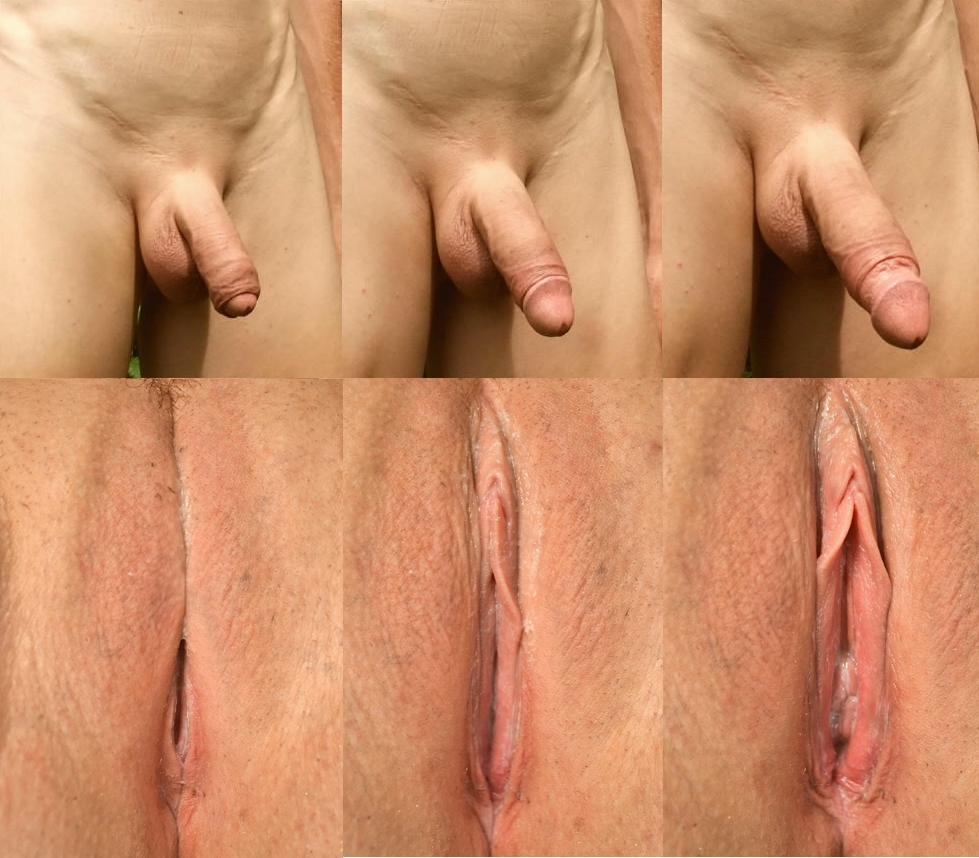
Trong giai đoạn hưng phấn tình dục, có sự gia tăng huyết áp ở bộ phận sinh dục. Điều này dẫn đến cương cứng dương vật (ở trên) hoặc sưng âm vật và môi âm hộ (bên dưới).

Masters và Johnson lập luận rằng, mặc dù có một số khác biệt nhỏ, các phản ứng tình dục ở cả nam và nữ về cơ bản là giống nhau. Tuy nhiên, các nhà nghiên cứu đã lập luận rằng có nhiều sự khác biệt giữa nam và nữ về phản ứng của họ. Đầu tiên, Masters và Johnson đưa ra một mô hình cho nam giới, nhưng ba mô hình khác nhau cho phụ nữ. Họ tuyên bố rằng phản ứng tình dục của nam giới chỉ khác nhau về thời gian; hiển thị các mô hình khác nhau, do đó, sẽ được lặp đi lặp lại. Mặt khác, phụ nữ, họ có thể có những phản ứng khác nhau về cả cường độ và thời gian. Những biến thể này có thể đặt ra vấn đề bởi vì các nhà tâm lý học đã lập luận rằng không phải ai cũng phù hợp với mô hình này; ví dụ, hầu hết phụ nữ không đạt cực khoái trong quan hệ tình dục thâm nhập. Masters và Johnson cũng đánh đồng sự cương cứng của một người đàn ông với sự bôi trơn âm đạo của một người phụ nữ trong giai đoạn hưng phấn; Roy Levin nói rằng quan sát này là sai. Âm vật của phụ nữ là song song giải phẫu với dương vật của đàn ông. Do đó, sưng âm vật sẽ tương đương với sự cương cứng của một người đàn ông.
Một khía cạnh khác là thiếu sự phù hợp giữa kích thích tình dục chủ quan và kích thích bộ phận sinh dục. Nghiên cứu của Meredith L. Chivers và J. Michael Bailey chỉ ra rằng đàn ông có xu hướng thể hiện sự kích thích đặc trưng theo thể loại; nghĩa là, họ bị kích thích tình dục bởi giới tính ưa thích của họ. Tuy nhiên, phụ nữ thể hiện tính không đặc thù: Bộ phận sinh dục của họ thể hiện sự kích thích đối với cả giới tính ưa thích và không ưa thích. Mặc dù phụ nữ báo cáo bị kích thích chủ quan, ví dụ, một người đàn ông và phụ nữ tham gia vào hoạt động tình dục, bộ phận sinh dục của họ cũng cho thấy hưng phấn tình dục với hai người đàn ông tham gia hoạt động tình dục, khi hai phụ nữ làm tình với nhau và thậm chí cả khi động vật không phải là con người quan hệ tình dục.
Nhìn chung, mô hình của Masters và Johnson dường như là một ví dụ tốt hơn về phản ứng tình dục của nam giới so với phụ nữ.

## Phê bình
Đã có nhiều nghiên cứu được thực hiện dựa trên mô hình của Masters và Johnson. Tuy nhiên, sự không chính xác đã được tìm thấy trong các mô tả về các giai đoạn đáp ứng tình dục. Ví dụ, Roy Levin đã xác định một số khu vực của mô hình chưa được chạm vào. Đầu tiên, Masters và Johnson nói rằng chỉ có âm đạo được bôi trơn trong giai đoạn kích thích; Levin lập luận rằng labia tự sản xuất chất bôi trơn. Levin cũng trình bày nghiên cứu cho thấy các dấu hiệu kích thích sinh lý đầu tiên ở phụ nữ là tăng lưu lượng máu đến âm đạo, không phải bôi trơn. Ông cũng xua tan thông tin về đàn ông và phản ứng tình dục của họ; Masters và Johnson báo cáo rằng niềm vui có liên quan tích cực với khối lượng tinh dịch được xuất ra, nhưng Rosenberg, Hazzard, Tallman và Ohl đã đưa ra một nhóm người đàn ông một câu hỏi và thấy rằng nhiều người đàn ông báo cáo rằng niềm vui thể xác có liên quan đến sức mạnh của sự xuất tinh thay vì số lượng tinh dịch. Hơn nữa, một số nhà nghiên cứu đã phát hiện ra rằng một số đàn ông có thể đạt cực khoái nhiều lần, bất chấp những gì Masters và Johnson đã báo cáo.
Một số nhà nghiên cứu cũng chỉ trích cách Masters và Johnson định nghĩa phản ứng tình dục chỉ dựa trên khía cạnh sinh lý học; ví dụ, Everaerd và Laan đã phát hiện ra rằng hưng phấn tình dục có thể được định nghĩa là một trạng thái cảm xúc ở cả nam và nữ. Các nhà nghiên cứu khác đã tuyên bố rằng thiếu sự phù hợp giữa hưng phấn tình dục chủ quan của phụ nữ và hưng phấn bộ phận sinh dục của họ. Rosemary Basson lập luận rằng mô hình này giải thích kém về phản ứng tình dục của phụ nữ, đặc biệt là đối với những người có mối quan hệ lâu dài.

## Các mô hình khác
Ngay sau khi Masters và Johnson xuất bản cuốn sách của họ, một số học giả đã chỉ trích mô hình của họ về chu kỳ đáp ứng tình dục của con người. Ví dụ, Helen Singer Kaplan lập luận rằng Masters và Johnson chỉ đánh giá phản ứng tình dục từ góc độ sinh lý, và các yếu tố tâm lý, cảm xúc và nhận thức cần phải được xem xét. Do đó, cô đã đề xuất mô hình của mình về chu kỳ đáp ứng tình dục bao gồm ba giai đoạn: ham muốn, hưng phấn và cực khoái. Cô lập luận rằng ba giai đoạn này có mối liên hệ với nhau, nhưng chúng có cơ chế sinh lý thần kinh khác nhau. Tương tự, Paul Robinson lập luận rằng các giai đoạn phấn khích và cao nguyên là như nhau; ông chỉ trích tác phẩm của Masters và Johnson vì không phân biệt rõ ràng khi giai đoạn phấn khích kết thúc và khi giai đoạn cao nguyên bắt đầu.
Một mô hình khác đã được đưa ra là mô hình động lực khuyến khích. Mô hình giải thích rằng ham muốn tình dục đến từ sự tương tác giữa hệ thống phản ứng tình dục nhạy cảm và các kích thích có trong môi trường. Các nhà nghiên cứu cho rằng mô hình này ủng hộ ý kiến cho rằng ham muốn tình dục không phải là tự phát. Hơn nữa, mô hình này ngụ ý rằng trường hợp không phải là người ta có quan hệ tình dục bởi vì người ta cảm thấy ham muốn tình dục; đúng hơn, trường hợp là người ta cảm thấy ham muốn tình dục bởi vì người ta có quan hệ tình dục.
Rosemary Basson đề xuất một mô hình thay thế của phản ứng tình dục. Cô cho rằng mô hình tuyến tính rất tốt trong việc giải thích phản ứng tình dục của nam giới nhưng nó giải thích kém về phản ứng tình dục của phụ nữ; do đó, cô đưa ra một mô hình tròn. Cô nói rằng sự gần gũi hoặc gắn bó với bạn tình làm tăng hiệu quả của việc kích thích tình dục. Điều này dẫn đến tăng hưng phấn tình dục, cuối cùng có thể dẫn đến cực khoái. Do đó, hưng phấn tình dục tích cực này tiếp tục ham muốn tình dục mà phụ nữ cảm thấy, và ham muốn này làm tăng sự thân mật với đối tác. Các nhà nghiên cứu khác đã cố gắng đánh giá chức năng tình dục của phụ nữ theo mô hình mới này nhưng đã tìm thấy kết quả trái ngược nhau. Trong một nghiên cứu được thực hiện bởi Giles và McCabe, họ đã phát hiện ra rằng mô hình tuyến tính của phản ứng tình dục là một yếu tố dự báo tốt về hoạt động tình dục của phụ nữ (và rối loạn chức năng), trong khi mô hình tròn là một yếu tố tiên đoán kém. Một khi họ sửa đổi con đường của mô hình, mô hình tròn sau đó trở thành một yếu tố dự báo tốt về hoạt động tình dục. Trong một nghiên cứu khác nhìn vào phụ nữ Malaysia, các nhà nghiên cứu phát hiện ra rằng mô hình tròn thực sự là một yếu tố dự báo tốt về ham muốn và hưng phấn tình dục của phụ nữ. Cần có nhiều nghiên cứu hơn trong lĩnh vực này để chỉ ra liệu mô hình hình tròn mô tả chính xác hơn phản ứng tình dục của phụ nữ.

## Rối loạn chức năng tình dục
Chu kỳ đáp ứng tình dục của con người đặt nền tảng cho việc nghiên cứu và phân loại các rối loạn chức năng tình dục ở nam và nữ. Có bốn loại rối loạn chức năng tình dục chính: rối loạn ham muốn, rối loạn hưng phấn, rối loạn cực khoái và rối loạn đau tình dục. Chúng vẫn được phân loại như vậy trong DSM-IV-TR. Tuy nhiên, nghiên cứu gần đây cho thấy mô hình đáp ứng tình dục hiện tại cần được sửa đổi để điều trị tốt hơn các rối loạn chức năng này. Một lý do là có sự chồng chéo đáng kể giữa các rối loạn chức năng tình dục ở phụ nữ. Một nghiên cứu cho thấy ở những bệnh nhân mắc chứng rối loạn ham muốn tình dục kém hoạt động (HSDD), 41% phụ nữ có ít nhất một rối loạn chức năng tình dục khác và 18% đã chẩn đoán ở cả ba loại (nghĩa là rối loạn ham muốn, kích thích và cực khoái).
Một vấn đề khác là, giữa phụ nữ, có sự khác biệt giữa ham muốn và hưng phấn. Sau khi Cynthia Graham đánh giá nghiêm trọng chứng rối loạn hưng phấn tình dục nữ (FSAD), cô phát hiện ra rằng phụ nữ báo cáo rằng, trái với mô hình của Masters và Johnson, hưng phấn tình dục đôi khi có trước ham muốn tình dục; tại thời điểm khác, mong muốn được trình bày trước khi kích thích. Do tỷ lệ độ hấp thụ cao giữa HSDĐ và FSAD, cô muốn hợp nhất chúng để tạo ra danh mục "Rối loạn tình dục / Rối loạn tình dục". Hartmann và các đồng nghiệp tóm tắt quan điểm của họ về mô hình hiện tại của chu kỳ đáp ứng tình dục và kết luận rằng "bằng cách đơn giản mở rộng và tiếp tục các tiêu chí DSM-IV và các hệ thống phân loại chu kỳ phản ứng truyền thống, không thể đưa ra các loại chẩn đoán và phân nhóm phản ánh đầy đủ thực tế - vấn đề tình dục nữ giới ".